# Anton Dominik Aschbacher

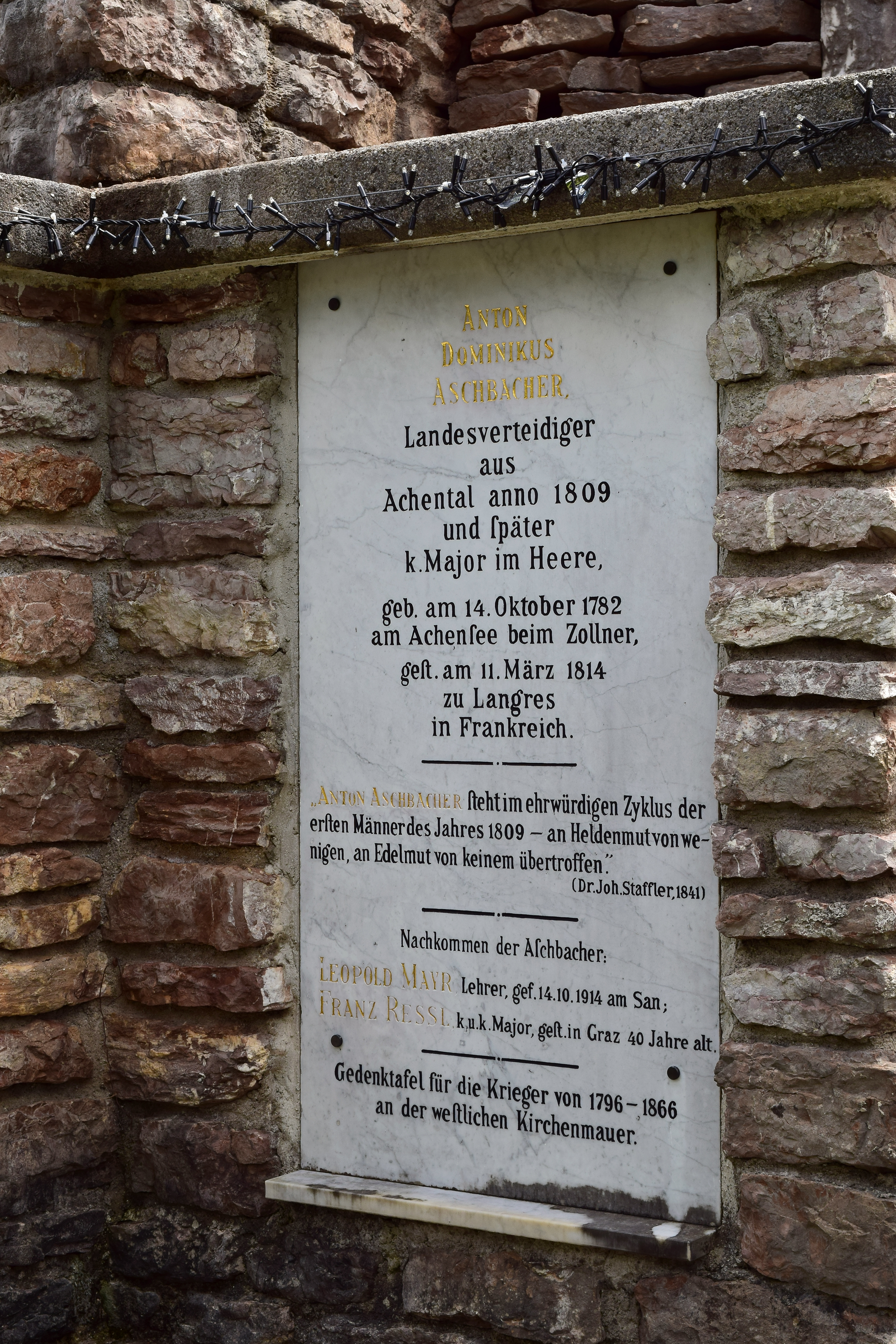
Gedenktafel für Anton Dominik Aschbacher am Kriegerdenkmal in Achenkirch

Anton Dominik Aschbacher, auch Anton Dominikus Aschbacher (* 14. Oktober 1782 im Zollhaus Scholastica am Achensee in der Gemeinde Achenthal (heute Achenkirch) in Tirol; † 11. März 1814, anderes Datum 12. März 1814 in Langres in Frankreich), war ein Zöllner am Achensee sowie ein Tiroler Freiheitskämpfer.

## Leben
Anton Dominik Aschbacher entstammte einer Zolleinnehmerdynastie und war der Sohn von Johann Aschbacher, Zolleinnehmer und Schützenhauptmann in Achensee; er hatte noch mehrere Geschwister. Nach seinem Vater wurde die Aschbacher Schützenkompanie benannt, die der Sohn später weiterführte.

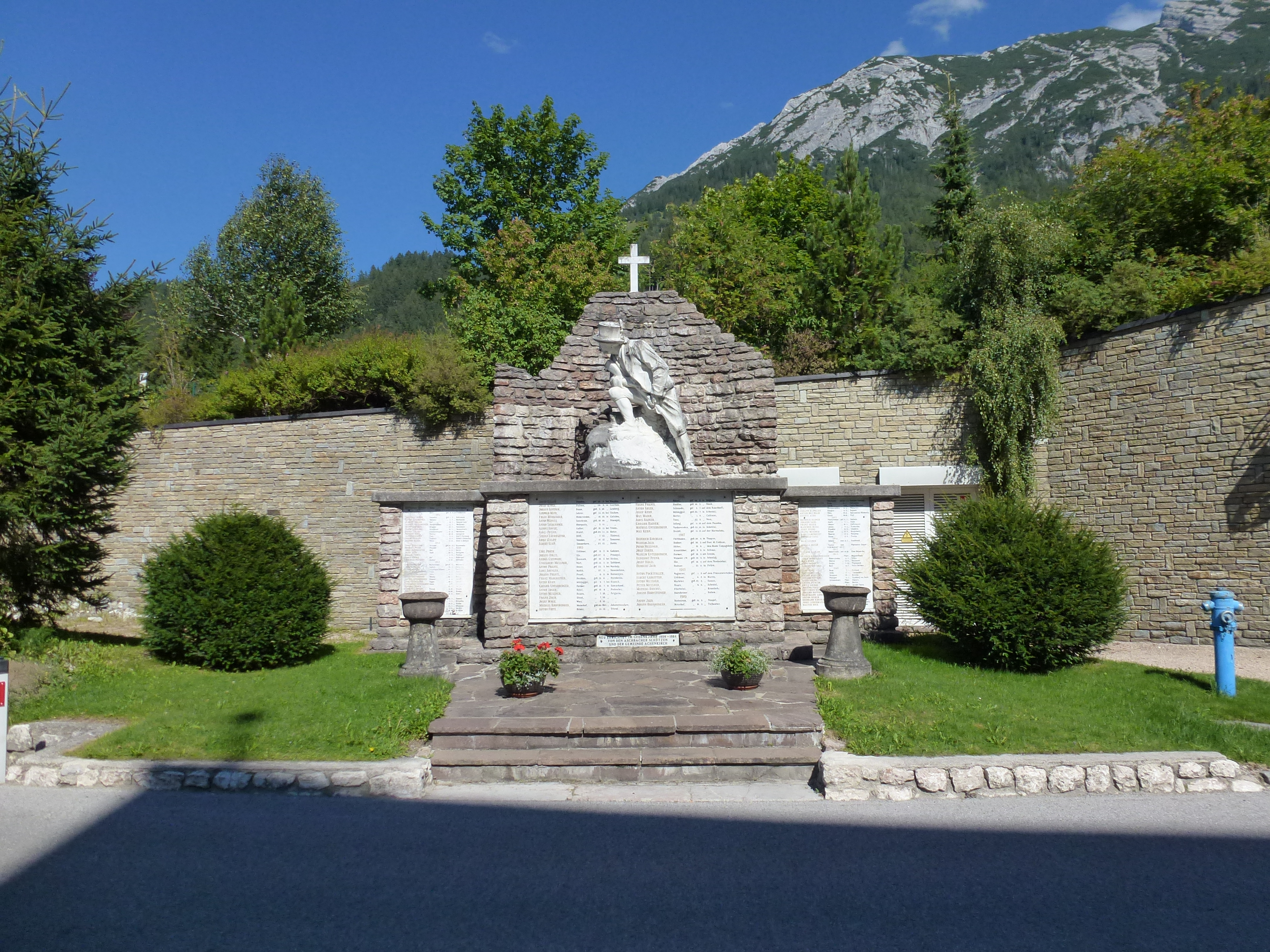
Kriegerdenkmal in Achenkirch

Er besuchte anfangs die Stiftsschule des Klosters Tegernsee, kam an das Gymnasium (heute Franziskanergymnasium Hall in Tirol) in Hall und immatrikulierte sich zu einem Philosophiestudium an der Universität Salzburg.
Während des Krieges mit Frankreich, als die Franzosen nach Tirol eindrangen, kämpfte er, gemeinsam mit seinem Vater, als Fähnrich am Achenpass und erhielt hierfür eine Auszeichnung.
Bis Anfang 1809 war er zum Kommandanten am Achenpass ernannt worden und im Juni 1809 erfolgte seine Ernennung zum Verteidigungskommandanten und Hauptmann des ganzen Achtentals; er kämpfte unter anderem bei der Rothholzer-Brücke am Lüheberg zwischen Jenbach und Schloss Tratzberg.
Noch 1809 zog er mit dem kaiserlichen Heer nach Ungarn, hierbei kam es zu einem Konflikt mit Andreas Hofer, der jedoch beigelegt werden konnte.
Anton Dominik Aschbacher kommandierte in der dritten Bergiselschlacht am 1. November 1809 das Zentrum der Tiroler; nach der dortigen Niederlage, inzwischen war das väterliche Haus niedergebrannt worden und sein Bruder verstorben, ging er nach Wien und erhielt eine Pension in Höhe von 800 Österreichische Gulden vom Kaiser Franz I.
Er kam 1812 nach Tirol zurück. Weil er in seinen Freiheitsbestrebungen für Tirol nicht nachließ, stand 1813 seine Verhaftung durch bayerische Behörden unmittelbar bevor, darauf trat er als Major in die reguläre österreichische Armee ein, mit der er 1814 in Frankreich einrückte. Im Departement Langres wurde er auf eigenen Wunsch Inspektor der Militärspitäler und Lazarettkomissär.
Anton Dominik Aschbacher wurde in Langres vermutlich von Einheimischen vergiftet.

## Ehrungen und Auszeichnungen
Heute erinnert ein Denkmal im Ortszentrum von Achenkirch an Anton Dominik Aschbacher.